# باولو فيرنانديز
باولو فيرنانديز (بالإسبانية: Paolo Fernandes)‏ (14 أغسطس 1998 بسرقسطة في إسبانيا - ) هو لاعب كرة قدم إسباني في مركز الوسط. لعب مع ريال سرقسطة.

## روابط خارجية
- باولو فيرنانديز على موقع الاتحاد الأوربي (الإنجليزية)
- باولو فيرنانديز على موقع قاعدة بيانات كرة القدم.إي يو (الإنجليزية)
- باولو فيرنانديز على موقع Soccerbase.com (لاعب) (الإنجليزية)
- باولو فيرنانديز على موقع Soccerway.com (الإنجليزية)
- باولو فيرنانديز على موقع عالم كرة القدم.نت (الإنجليزية)